# 臨西県
臨西県（りんせい-けん）は中華人民共和国河北省邢台市に位置する県。

## 歴史
1965年、山東省臨清県より分割設置され、同時に河北省に移管され現在に至る。

## 行政区画
- 鎮:臨西鎮、河西鎮、下堡寺鎮、尖冢鎮、老官寨鎮、呂寨鎮、大劉荘鎮
- 郷:東棗園郷、揺鞍鎮郷